# بال‌برگشته‌واران
بال‌برگشته‌واران (نام علمی: Drepanoidea) نام یک بالاخانواده از راسته پروانه‌سانان است.